# Équipôle du pays de Landivisiau
L’Équipôle du pays de Landivisiau est un complexe d'activités équestres situé à Plougourvest, dans le département du Finistère. Il est l'un des cinq pôles hippiques de Bretagne et accueille notamment le championnat de Bretagne de saut d'obstacles, ainsi que de nombreuses activités du mois du cheval en pays de Landivisiau.

## Histoire et localisation
À l'origine, le site ne comptait qu'un hippodrome, Croas-al-Leuriou.
La création officielle de l'équipôle remonte au 21 janvier 2012, en application du plan cheval pour la Bretagne. Il accueille environ 260 chevaux chaque mois, dans toutes les disciplines équestres et toute l'année. Il compte des infrastructures pour l'entraînement aux courses de trot et de galop, trois carrières dont une pour le saut d'obstacles, et un parcours de cross. Des travaux ont eu lieu en 2014 pour l'agrandir avant l'été.

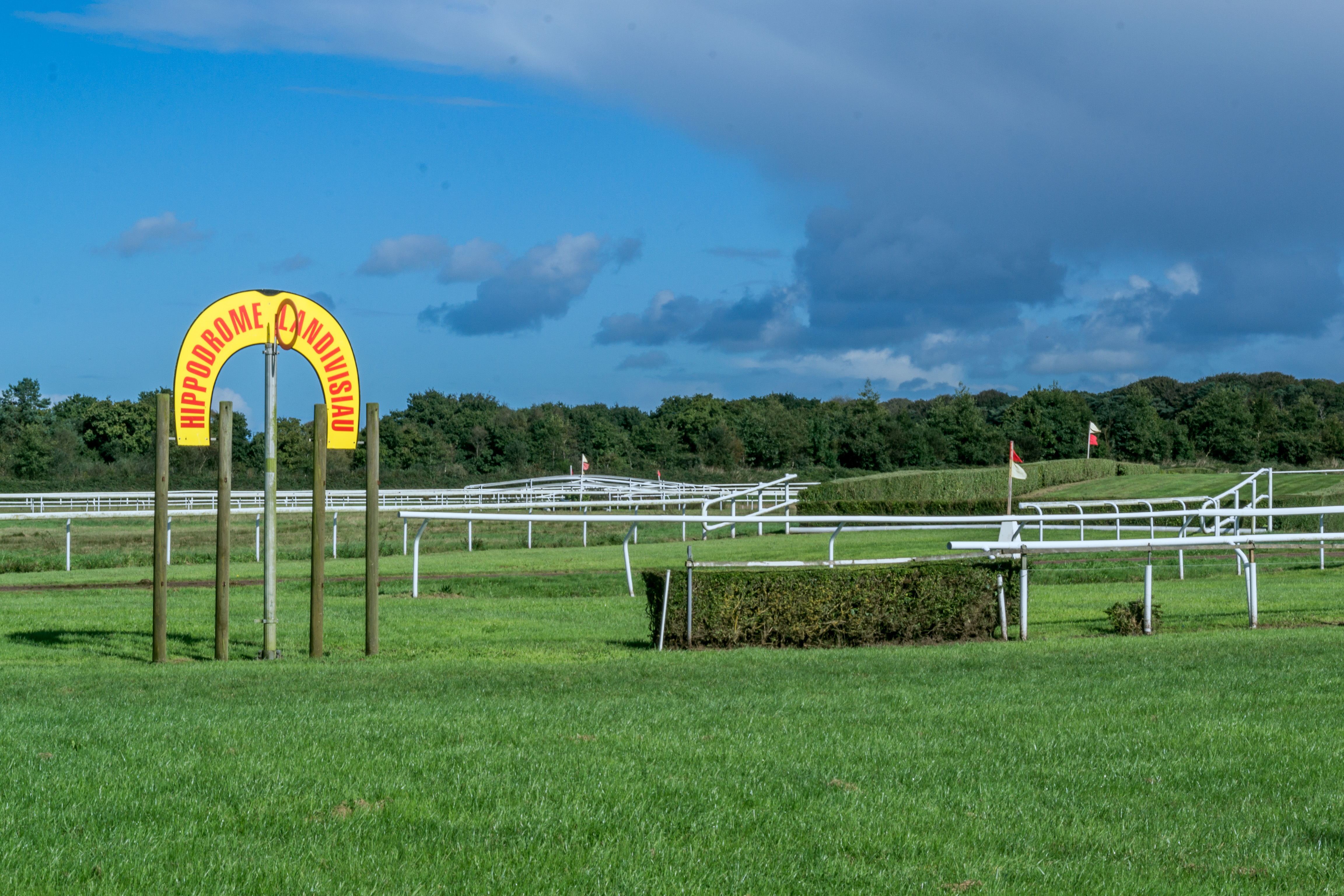
Piste de 20 hectares
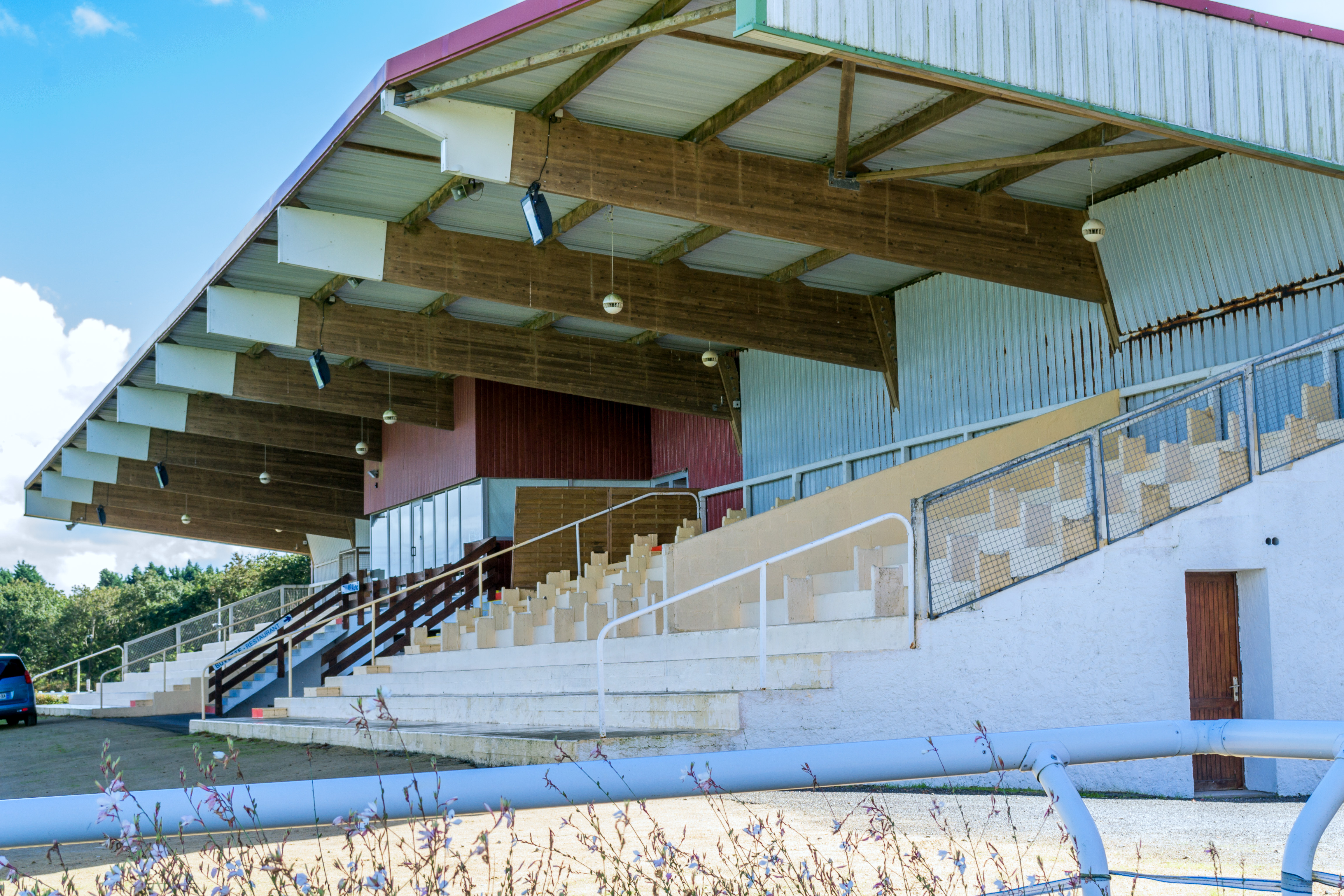
Tribune de 1500 places